# XXIV з'їзд КПРС

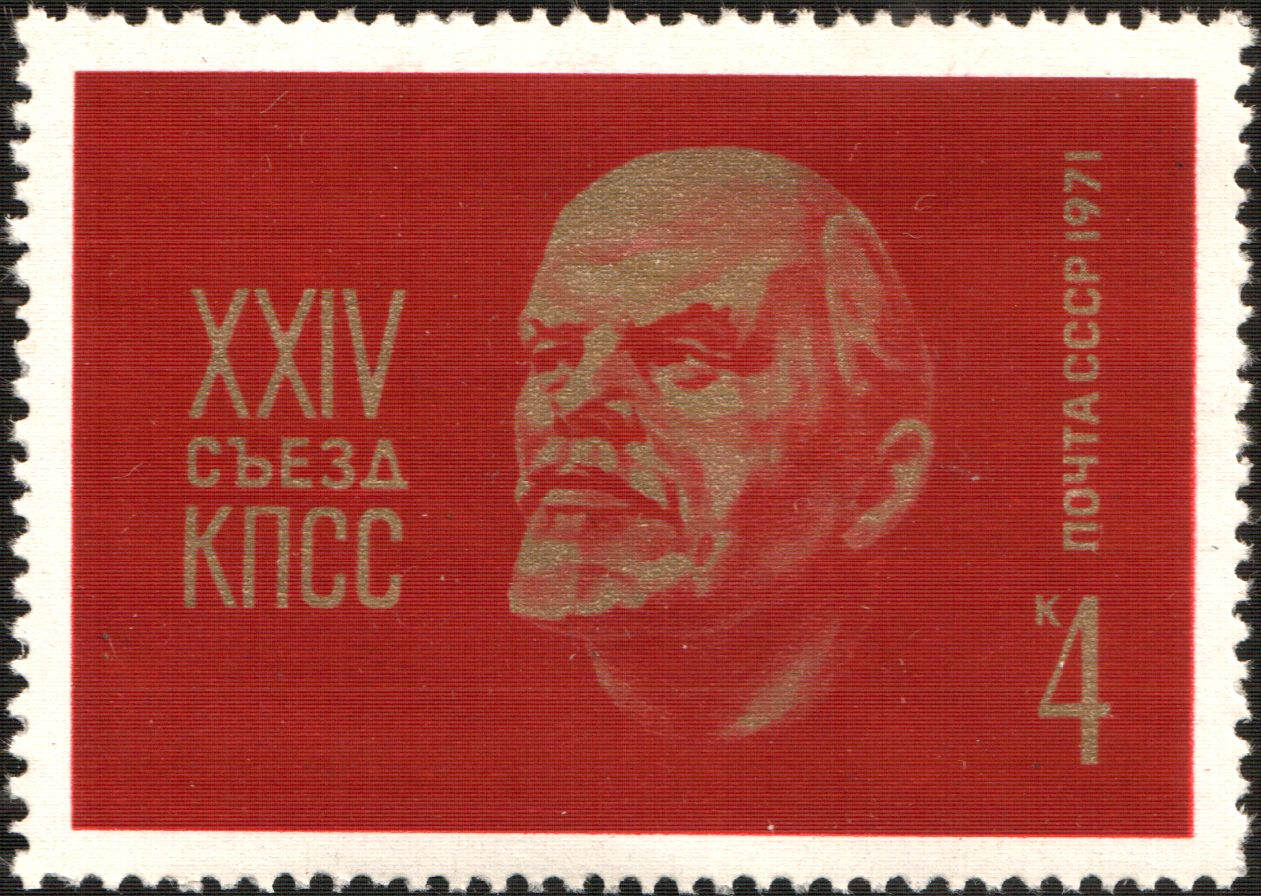
Марка, присвячена XXIV з'їзду КПРС

XXIV з'їзд Комуністичної партії Радянського Союзу — проходив у Москві з 30 березня по 9 квітня 1971
На З'їзді було присутньо 4963 делегатів, з них: 4740 з вирішальним голосом і 223 з дорадчим голосом.

## Порядок денний
- 1. Звітна доповідь ЦК КПРС (Л. І. Брежнєв)
- 2. Звітна доповідь Центральної ревізійної комісії КПРС (Р. Ф. Сизов)
- 3. Директиви XXIV з'їзду КПРС по п'ятирічному плану розвитку народного господарства СРСР на 1971–1975 рр. (А. М. Косигін)
- 4. Вибори центральних органів партії

## Рішення з'їзду
На з'їзді було вибрано:
- Центральний Комітет КПРС: 241 членів, 155 кандидатів в члени ЦК КПРС
- Центральна ревізійна комісія: 81 членів

## Підсумок
- Затверджені Директиви XXIV з'їзду КПРС по п'ятирічному плану розвитку народного господарства СРСР на 1971–1975 рр.

## Склад керівних органів

### Члени ЦК КПРС
- Абрасимов Петро Андрійович
- Авраменко Степан Степанович
- Акулінцев Василь Кузьмич
- Александров Анатолій Петрович
- Алексеєвський Євген Євгенович
- Алієв Гейдар Алі Рза огли
- Андропов Юрій Володимирович
- Антонов Олексій Костянтинович
- Арістов Борис Іванович
- Аскаров Асанбай Аскарули
- Афанасьєв Сергій Олександрович
- Ашимов Байкен Ашимович
- Баграмян Іван Христофорович
- Байбаков Микола Костянтинович
- Банников Микола Васильович
- Басов Олександр Васильович
- Батицький Павло Федорович
- Бахірєв В'ячеслав Васильович
- Бещев Борис Павлович
- Блєсков Олександр Олексійович
- Бодюл Іван Іванович
- Бондаренко Іван Панасович
- Бородін Андрій Михайлович
- Бородін Павло Дмитрович
- Братченко Борис Федорович
- Брежнєв Леонід Ілліч
- Брехов Костянтин Іванович
- Бугаєв Борис Павлович
- Булгаков Олександр Олександрович
- Бутома Борис Євстахійович
- Вадер Артур Павлович
- Васильєв Микола Федорович
- Ватченко Олексій Федосійович
- Ващенко Григорій Іванович
- Вікторов Олексій Васильович
- Воронов Геннадій Іванович
- Воропаєв Михайло Гаврилович
- Воротников Віталій Іванович
- Восс Август Едуардович
- Галаншин Костянтин Іванович
- Гапуров Мухамедназар Гапурович
- Гарбузов Василь Федорович
- Георгієв Олександр Васильович
- Голдін Микола Васильович
- Горбань Григорій Якович
- Горбачов Михайло Сергійович
- Горшков Сергій Георгійович
- Горячев Федір Степанович
- Греков Леонід Іванович
- Гречко Андрій Антонович
- Гришин Віктор Васильович
- Гришин Костянтин Миколайович
- Гришманов Іван Олександрович
- Громико Андрій Андрійович
- Грушецький Іван Самійлович
- Грушин Петро Дмитрович
- Дегтярьов Володимир Іванович
- Дементьєв Петро Васильович
- Демічев Петро Нілович
- Джавахішвілі Гіві Дмитрович
- Димшиць Веніамін Емануїлович
- Добрик Віктор Федорович
- Добринін Анатолій Федорович
- Долгих Володимир Іванович
- Дрозденко Василь Іванович
- Дригін Анатолій Семенович
- Єжевський Олександр Олександрович
- Єлютін В'ячеслав Петрович
- Єпішев Олексій Олексійович
- Єрмін Лев Борисович
- Єфремов Михайло Тимофійович
- Єштокін Панас Федорович
- Жигалін Володимир Федорович
- Захаров Матвій Васильович
- Захаров Михайло Єгорович
- Зверєв Сергій Олексійович
- Зімянін Михайло Васильович
- Золотухін Григорій Сергійович
- Іванникова Марія Сергіївна
- Івановський Євген Пилипович
- Кавун Василь Михайлович
- Казаков Василь Іванович
- Казанець Іван Павлович
- Калмиков Валерій Дмитрович
- Капітонов Іван Васильович
- Катушев Костянтин Федорович
- Кебін Іван Густавович
- Келдиш Мстислав Всеволодович
- Кириленко Андрій Павлович
- Кириллін Володимир Олексійович
- Кисельов Іван Іванович
- Кисельов Тихон Якович
- Клепиков Михайло Іванович
- Коваленко Олександр Власович
- Кожевников Євген Федорович
- Козлов Микола Тимофійович
- Козир Павло Пантелійович
- Кокарєв Олександр Якимович
- Конєв Іван Степанович
- Коновалов Микола Семенович
- Конотоп Василь Іванович
- Коритков Микола Гаврилович
- Корнійчук Олександр Євдокимович
- Коротков Борис Федорович
- Коспанов Шапет Коспанович
- Костандов Леонід Аркадійович
- Костоусов Анатолій Іванович
- Косигін Олексій Миколайович
- Кочінян Антон Єрвандович
- Крахмальов Михайло Костянтинович
- Крилов Микола Іванович
- Кузнецов Василь Васильович
- Кулаков Федір Давидович
- Куликов Віктор Георгійович
- Куліченко Леонід Сергійович
- Кунаєв Дінмухамед Ахмедович
- Кутахов Павло Степанович
- Куцевол Василь Степанович
- Лапін Сергій Георгійович
- Лебедєв Євген Іванович
- Леонов Павло Артемович
- Лесечко Михайло Оксентійович
- Ломакін Віктор Павлович
- Ломако Петро Фадійович
- Ломоносов Володимир Григорович
- Лутак Іван Кіндратович
- Ляшко Олександр Павлович
- Лященко Микола Григорович
- Мазуров Кирило Трохимович
- Манякін Сергій Йосипович
- Марисов Валерій Костянтинович
- Марков Георгій Мокійович
- Маряхін Сергій Степанович
- Масленников Микола Іванович
- Матчанов Назар Маткарімович
- Мацкевич Володимир Володимирович
- Машеров Петро Миронович
- Мєсяц Валентин Карпович
- Мжаванадзе Василь Павлович
- Михайлов Герман Леонідович
- Мікоян Анастас Іванович
- Модогоєв Андрій Урупхійович
- Москаленко Кирило Семенович
- Насриддінова Ядгар Садиківна
- Непорожній Петро Степанович
- Ніколаєва-Терешкова Валентина Володимирівна
- Ніязбеков Сабір Білялович
- Новиков Володимир Миколайович
- Новиков Гнат Трохимович
- Нурієв Зія Нурійович
- Огарков Микола Васильович
- Орлов Володимир Павлович
- Павлов Володимир Якович
- Павлов Георгій Сергійович
- Павловський Іван Григорович
- Патолічев Микола Семенович
- Патон Борис Євгенович
- Пегов Микола Михайлович
- Пельше Арвід Янович
- Пілотович Станіслав Антонович
- Підгорний Микола Вікторович
- Поляков Іван Євтійович
- Полянський Дмитро Степанович
- Пономарьов Борис Миколайович
- Попова Марія Георгіївна
- Попова Ніна Василівна
- Притицький Сергій Осипович
- Прієзжев Микола Семенович
- Прокоф'єв Михайло Олексійович
- Промислов Володимир Федорович
- Прохоров Василь Ілліч
- Пузанов Олександр Михайлович
- Расулов Джабар
- Рашидов Шараф Рашидович
- Риков Василь Назарович
- Родіонов Микола Миколайович
- Романов Григорій Васильович
- Руденко Роман Андрійович
- Руднєв Костянтин Миколайович
- Румянцев Олексій Матвійович
- Русаков Костянтин Вікторович
- Рябиков Василь Михайлович
- Рябов Яків Петрович
- Сєнькін Іван Ілліч
- Скачков Семен Андрійович
- Скочилов Анатолій Андріанович
- Славський Юхим Павлович
- Смирнов Василь Олександрович
- Смирнов Леонід Васильович
- Снечкус Антанас Юозович
- Соколов Сергій Леонідович
- Соколов Тихон Іванович
- Соломенцев Михайло Сергійович
- Степаков Володимир Ілліч
- Струєв Олександр Іванович
- Сурганов Федір Онисимович
- Суслов Михайло Андрійович
- Табеєв Фікрят Ахмеджанович
- Титаренко Олексій Антонович
- Титов Віталій Миколайович
- Тихонов Микола Олександрович
- Тока Салчак Калбакхорекович
- Токарєв Олександр Максимович
- Толстиков Василь Сергійович
- Толубєєв Микита Павлович
- Трапезников Сергій Павлович
- Тяжельников Євген Михайлович
- Умаханов Магомед-Салам Іллясович
- Устинов Дмитро Федорович
- Усубалієв Турдакун Усубалійович
- Федосєєв Петро Миколайович
- Філатов Андрій Дмитрович
- Флорентьєв Леонід Якович
- Фурцева Катерина Олексіївна
- Хитров Степан Дмитрович
- Храмцов Олександр Іванович
- Худайбердиєв Нармахонмаді Джурайович
- Цибулько Володимир Михайлович
- Цуканов Георгій Емануїлович
- Червоненко Степан Васильович
- Черненко Костянтин Устинович
- Чиряєв Гаврило Йосипович
- Чорний Олексій Клементійович
- Чуйков Василь Іванович
- Шавров Іван Єгорович
- Шакіров Мідхат Закірович
- Шевченко Володимир Васильович
- Шелєпін Олександр Миколайович
- Шелест Петро Юхимович
- Шереметов Олександр Сергійович
- Шибаєв Олексій Іванович
- Шитиков Олексій Павлович
- Школьников Олексій Михайлович
- Шокін Олександр Іванович
- Шолохов Михайло Олександрович
- Щолоков Микола Онисимович
- Щербицький Володимир Васильович
- Щетинін Семен Миколайович
- Юнак Іван Харитонович
- Якубовський Іван Гнатович
- Яснов Михайло Олексійович

### Кандидати у члени ЦК КПРС
- Алексєєв Петро Федорович
- Апряткін Семен Семенович
- Ауельбеков Єркін Нуржанович
- Базовський Володимир Миколайович
- Бектурганов Хасан Шайахметович
- Беспалов Іван Петрович
- Бєлуха Микола Андрійович
- Бірюкова Олександра Павлівна
- Борисенко Микола Михайлович
- Бородін Леонід Олександрович
- Ботвин Олександр Платонович
- Будьонний Семен Михайлович
- Виноградов Володимир Михайлович
- Владиченко Іван Максимович
- Вороновський Микола Анатолійович
- Всеволожський Михайло Миколайович
- Георгадзе Михайло Порфирович
- Герасимов Костянтин Михайлович
- Гетьман Андрій Лаврентійович
- Гончаров Валентин Іванович
- Городовиков Басан Бадьмінович
- Горчаков Петро Андрійович
- Грибачов Микола Матвійович
- Грушовий Костянтин Степанович
- Гудков Олександр Федорович
- Гуженко Тимофій Борисович
- Густов Іван Степанович
- Давидов Микола Іванович
- Дементьєва Раїса Федорівна
- Демиденко Василь Петрович
- Демченко Володимир Акимович
- Доєнін Василь Миколайович
- Єгоров Анатолій Григорович
- Єсенов Шахмардан Єсенович
- Журін Микола Іванович
- Зародов Костянтин Іванович
- Ібрагімов Алі Ізмаїлович
- Ілляшенко Кирило Федорович
- Іноземцев Микола Миколайович
- Іовчук Михайло Трифонович
- Ісаєв Василь Якович
- Ішков Олександр Якимович
- Кабалоєв Білар Емазайович
- Кабков Яків Іванович
- Кальченко Никифор Тимофійович
- Камалов Каллібек
- Кандренков Андрій Андрійович
- Караваєв Георгій Аркадійович
- Карлов Володимир Олексійович
- Карпова Євдокія Федорівна
- Кахаров Абдулахад Кахарович
- Кириченко Микола Карпович
- Клаусон Вальтер Іванович
- Клименко Іван Юхимович
- Климов Олександр Петрович
- Князєв Пилип Кирилович
- Козлов Сергій Васильович
- Колдунов Олександр Іванович
- Колесников Олександр Якович
- Колчина Ольга Павлівна
- Кортунов Олексій Кирилович
- Кочемасов В'ячеслав Іванович
- Кочетков Микола Георгійович
- Криулін Гліб Олександрович
- Кручина Микола Юхимович
- Кудінов Іван Павлович
- Куркоткін Семен Костянтинович
- Лаврентьєв Михайло Олексійович
- Леїн Вольдемар Петрович
- Ликова Лідія Павлівна
- Лігачов Єгор Кузьмич
- Лобов Семен Михайлович
- Лощенков Федір Іванович
- Майоров Олександр Михайлович
- Макеєв Віктор Петрович
- Мальбахов Тімбора Кубатійович
- Мальцев Віктор Федорович
- Манюшис Йосип Антонович
- Мельков Юрій Дмитрович
- Мєшков Федір Степанович
- Морозов Іван Павлович
- Мужицький Олександр Михайлович
- Мурадян Бадал Амаякович
- Мусаханов Мірзамахмуд Мірзарахманович
- Никонов Віктор Петрович
- Окунєв Василь Васильович
- Оразмухамедов Ораз Назарович
- Павлов Григорій Петрович
- Папутін Віктор Семенович
- Паскар Петро Андрійович
- Пастухов Борис Миколайович
- Петровичев Микола Олександрович
- Петровський Борис Васильович
- Піменов Петро Тимофійович
- Поберей Марія Тихонівна
- Погребняк Яків Петрович
- Пономарьов Микола Олександрович
- Пономарьов Михайло Олександрович
- Попов Борис Веніамінович
- Псурцев Микола Дем'янович
- Розенко Петро Якимович
- Романов Олексій Володимирович
- Рубен Віталій Петрович
- Рубен Юрій Янович
- Савін Сергій Миколайович
- Савінкін Микола Іванович
- Салманов Григорій Іванович
- Сальникова Катерина Андріївна
- Семенов Володимир Семенович
- Сербин Іван Дмитрович
- Сергєєв Максим Іванович
- Сидоренко Олександр Васильович
- Сизов Олександр Олександрович
- Синіцин Іван Флегонтович
- Скулков Ігор Петрович
- Слажнєв Іван Гаврилович
- Смирнов Микола Іванович
- Смирнов Олександр Іванович
- Смирнов Олександр Миколайович
- Сологуб Віталій Олексійович
- Суюмбаєв Ахматбек Суттубайович
- Тарасов Микола Никифорович
- Тарасов Олександр Михайлович
- Таратута Василь Миколайович
- Тартишев Никифор Никифорович
- Толкунов Лев Миколайович
- Толубко Володимир Федорович
- Третяк Іван Мойсейович
- Трунов Михайло Петрович
- Удалов Олександр Петрович
- Удальцов Іван Іванович
- Усманов Саїдмахмуд Ногманович
- Федоров Віктор Степанович
- Філатов Олександр Павлович
- Фомін Геннадій Іванович
- Фоміних Олександра Матвіївна
- Фролов Василь Семенович
- Фурс Ігор Леонідович
- Холов Махмадула
- Цвігун Семен Кузьмич
- Чаковський Олександр Борисович
- Чебриков Віктор Михайлович
- Чорний Василь Ілліч
- Чуркін Альберт Микитович
- Шайдуров Сергій Панасович
- Шауро Василь Филимонович
- Шашин Валентин Дмитрович
- Шевченко Олександра Федорівна
- Шибалов Олександр Никонорович
- Шитов Олександр Іванович
- Шумаускас Мотеюс Юозович
- Щербина Борис Євдокимович
- Ягодкін Володимир Миколайович
- Якубовський Фуад Борисович
- Янгель Михайло Кузьмич

### Члени ЦРК КПРС
- Александров-Агентов Андрій Михайлович
- Анікушин Михайло Костянтинович
- Антонов Сергій Федорович
- Арбатов Георгій Аркадійович
- Арутюнян Нагуш Хачатурович
- Білик Петро Олексійович
- Березін Анатолій Іванович
- Боголюбов Клавдій Михайлович
- Бузницький Олександр Григорович
- Бушуєв Віктор Михайлович
- Васягін Семен Петрович
- Голубєв Василь Миколайович
- Горбач Пилип Семенович
- Горегляд Олексій Адамович
- Горкін Олександр Федорович
- Горчаков Олексій Кузьмич
- Гостєв Борис Іванович
- Денисова Раїса Никифорівна
- Дзоценідзе Георгій Самсонович
- Дмитрієв Іван Миколайович
- Додор Анатолій Прокопович
- Драгунський Давид Абрамович
- Єлисєєва Наталія Григорівна
- Єфремов Леонід Миколайович
- Жуков Юрій Олександрович
- Загладін Вадим Валентинович
- Заколупін Микола Панасович
- Замятін Леонід Митрофанович
- Затворницький Володимир Андрійович
- Іксанов Мустахім Белялович
- Качин Дмитро Іванович
- Кличев Анна-Мухамед
- Кобильчак Михайло Митрофанович
- Комарова Домна Павлівна
- Коновалов Микола Леонтійович
- Костюков Іван Іванович
- Круглова Зінаїда Михайлівна
- Кудратов Шаймардан Кудратович
- Кулатов Турабай
- Куліджанов Лев Олександрович
- Кусков Єлизар Ілліч
- Лебедєв Костянтин Васильович
- Лобанок Володимир Єлисейович
- Лоцманова Галина Павлівна
- Мельникова Зоя Василівна
- Мікулич Володимир Андрійович
- Молдасанов Жолсейт
- Новосьолов Юхим Степанович
- Осетров Тимофій Миколайович
- Павлов Сергій Павлович
- Пеллер Володимир Ізраїлевич
- Петрова Любов Андріївна
- Пігальов Петро Пилипович
- Пулатов Ергаш Пулатович
- Рахманін Олег Борисович
- Рижов Микита Семенович
- Румянцев Олексій Федорович
- Сизов Геннадій Федорович
- Симонов Кирило Степанович
- Смирновський Михайло Миколайович
- Смиртюков Михайло Сергійович
- Сонигіна Анастасія Петрівна
- Старовський Володимир Никонович
- Судариков Микола Георгійович
- Тер-Газарянц Георгій Арташесович
- Теребилов Володимир Іванович
- Тимофєєв Микола Володимирович
- Увачан Василь Миколайович
- Халдєєв Михайло Іванович
- Халілов Курбан Алі огли
- Харазов Валерій Інокентійович
- Хрєнников Тихон Миколайович
- Циньов Георгій Карпович
- Чередниченко Євген Трохимович
- Чураєв Віктор Михайлович
- Шевченко Леонід Михайлович
- Шикін Йосип Васильович
- Шкуратов Іван Федорович
- Щербаков Ілля Сергійович
- Яковлєв Олександр Миколайович
- Ястребов Іван Павлович